# Shūhei Akasaki
Shūhei Akasaki (赤﨑 秀平?, Akasaki Shūhei; Kagoshima, 1º settembre 1991) è un ex calciatore giapponese, di ruolo attaccante.

## Palmarès

### Club

#### Competizioni internazionali
- Coppa Suruga Bank: 1

Kashima Antlers: 2013

#### Competizioni nazionali
- Coppa J. League: 1

Kashima Antlers: 2015
- Campionato giapponese: 2

Kashima Antlers: 2016
Kawasaki Frontale: 2018
- Coppa dell'Imperatore: 1

Kashima Antlers: 2016
- Supercoppa del Giappone: 1

Kashima Antlers: 2017

### Nazionale
- Universiadi:   1

Shenzen 2011
- Universiadi:   1

Kazan' 2013

### Individuale
- J. League Cup Premio Nuovo Eroe: 1

2015